# Ананьин, Аркадий Николаевич
Аркадий Николаевич Ананьин (1851 — не ранее 1917) — русский военачальник, комендант Севастополя, генерал от артиллерии.

## Биография
Родился 23 января 1851 года. Поступил в военную службу 20 июня 1868 года. Получил первоначальное образование в Пиротехническом училище артиллерийского ведомства, готовившем обер-фейерверкеров, затем окончил Михайловское артиллерийское училище и был выпущен в подпоручиком (9 сентября 1872 года) в 1-ю парковую артиллерийскую бригаду. Продолжая службу, получил чины поручика (29 декабря 1873 года) и штабс-капитана (9 декабря 1876 года); 12 февраля 1878 года был назначен делопроизводителем Главного артиллерийского управления и вскоре (18 декабря) был произведён в капитаны, а 30 августа 1882 года — за отличие в подполковники.
После пятилетней службы в ГАУ Ананьин в течение 15 лет служил в Выборгской крепостной артиллерии: сначала заведующим практическими занятиями (с 18 июня 1883 года), затем помощником командира крепостной артиллерии (с 13 февраля по 1 марта 1886 года), заведующим её хозяйством (с 1 марта 1886 года) и наконец командиром батареи (с 6 апреля 1890 года по 24 февраля 1898 года); 30 августа 1898 года за отличие он был произведён в полковники.
24 февраля 1898 года Ананьин был назначен командиром Усть-Двинской крепостной артиллерии, а два года спустя, 1 марта 1900 года, переведён на тот же пост в Свеаборг. 9 апреля 1904 года он был произведён в генерал-майоры и 27 сентября того же года назначен заведующим артиллерийской частью Казанского военного округа. 28 марта 1906 года Ананьин получил назначение исправляющим должность начальника артиллерии Варшавского военного округа и 6 декабря того же года с производством в генерал-лейтенанты был утверждён в этой должности.
13 марта 1909 года Ананьин был назначен комендантом Севастопольской крепости и на этом посту встретил начало первой мировой войны.

## Награды
- Орден Святого Станислава 3-й степени (1878 год)
- Орден Святой Анны 3-й степени (1887 год)
- Орден Святой Анны 2-й степени (1894 год)
- Орден Святого Владимира 4-й степени (1897 год)
- Орден Святого Владимира 3-й степени (6 декабря 1902 года)
- Орден Святого Станислава 1-й степени (6 декабря 1904 года)
- Орден Святой Анны 1-й степени (6 декабря 1909 года)
- Орден Святого Владимира 2-й степени (6 апреля 1914 года)